# Maisoncelles-du-Maine
Maisoncelles-du-Maine est une commune française, située dans le département de la Mayenne en région Pays de la Loire, peuplée de 510 habitants.

## Géographie
La commune est aux confins du Bas-Maine et de la Mayenne angevine (Haut-Anjou). Son bourg est à 8 km à l'ouest de Meslay-du-Maine, à 18 km au sud-est de Laval et à 18 km au nord de Château-Gontier.

### Communes limitrophes
| Parné-sur-Roc        | Parné-sur-Roc                            | Arquenay           |
| Entrammes            | Maisoncelles-du-Maine                    | Le Bignon-du-Maine |
| Villiers-Charlemagne | Villiers-Charlemagne, Le Bignon-du-Maine | Le Bignon-du-Maine |

### Climat
Pour des articles plus généraux, voir Climat des Pays de la Loire et Climat de la Mayenne.
En 2010, le climat de la commune est de type climat océanique altéré, selon une étude du CNRS s'appuyant sur une série de données couvrant la période 1971-2000. En 2020, Météo-France publie une typologie des climats de la France métropolitaine dans laquelle la commune est exposée à un climat océanique et est dans la région climatique  Moyenne vallée de la Loire, caractérisée par une bonne insolation (1 850 h/an) et un été peu pluvieux. 
Pour la période 1971-2000, la température annuelle moyenne est de 11,3 °C, avec une amplitude thermique annuelle de 13,9 °C. Le cumul annuel moyen de précipitations est de 756 mm, avec 12,3 jours de précipitations en janvier et 6,6 jours en juillet. Pour la période 1991-2020, la température moyenne annuelle observée sur la station météorologique de Météo-France la plus proche, sur la commune de Villiers-Charlemagne à 5 km à vol d'oiseau, est de 12,0 °C et le cumul annuel moyen de précipitations est de 767,9 mm,. Pour l'avenir, les paramètres climatiques de la commune estimés pour 2050 selon différents scénarios d'émission de gaz à effet de serre sont consultables sur un site dédié publié par Météo-France en novembre 2022.

## Urbanisme

### Typologie
Au 1er janvier 2024, Maisoncelles-du-Maine est catégorisée commune rurale à habitat dispersé, selon la nouvelle grille communale de densité à sept niveaux définie par l'Insee en 2022. Elle est située hors unité urbaine. Par ailleurs la commune fait partie de l'aire d'attraction de Laval, dont elle est une commune de la couronne,. Cette aire, qui regroupe 66 communes, est catégorisée dans les aires de 50 000 à moins de 200 000 habitants,.

### Occupation des sols
L'occupation des sols de la commune, telle qu'elle ressort de la base de données européenne d’occupation biophysique des sols Corine Land Cover (CLC), est marquée par l'importance des territoires agricoles (89,9 % en 2018), en diminution par rapport à 1990 (95 %). La répartition détaillée en 2018 est la suivante : terres arables (47,8 %), prairies (41,2 %), mines, décharges et chantiers (5,1 %), forêts (3,4 %), espaces verts artificialisés, non agricoles (1,6 %), zones agricoles hétérogènes (0,9 %). L'évolution de l’occupation des sols de la commune et de ses infrastructures peut être observée sur les différentes représentations cartographiques du territoire : la carte de Cassini (XVIIIe siècle), la carte d'état-major (1820-1866) et les cartes ou photos aériennes de l'IGN pour la période actuelle (1950 à aujourd'hui).

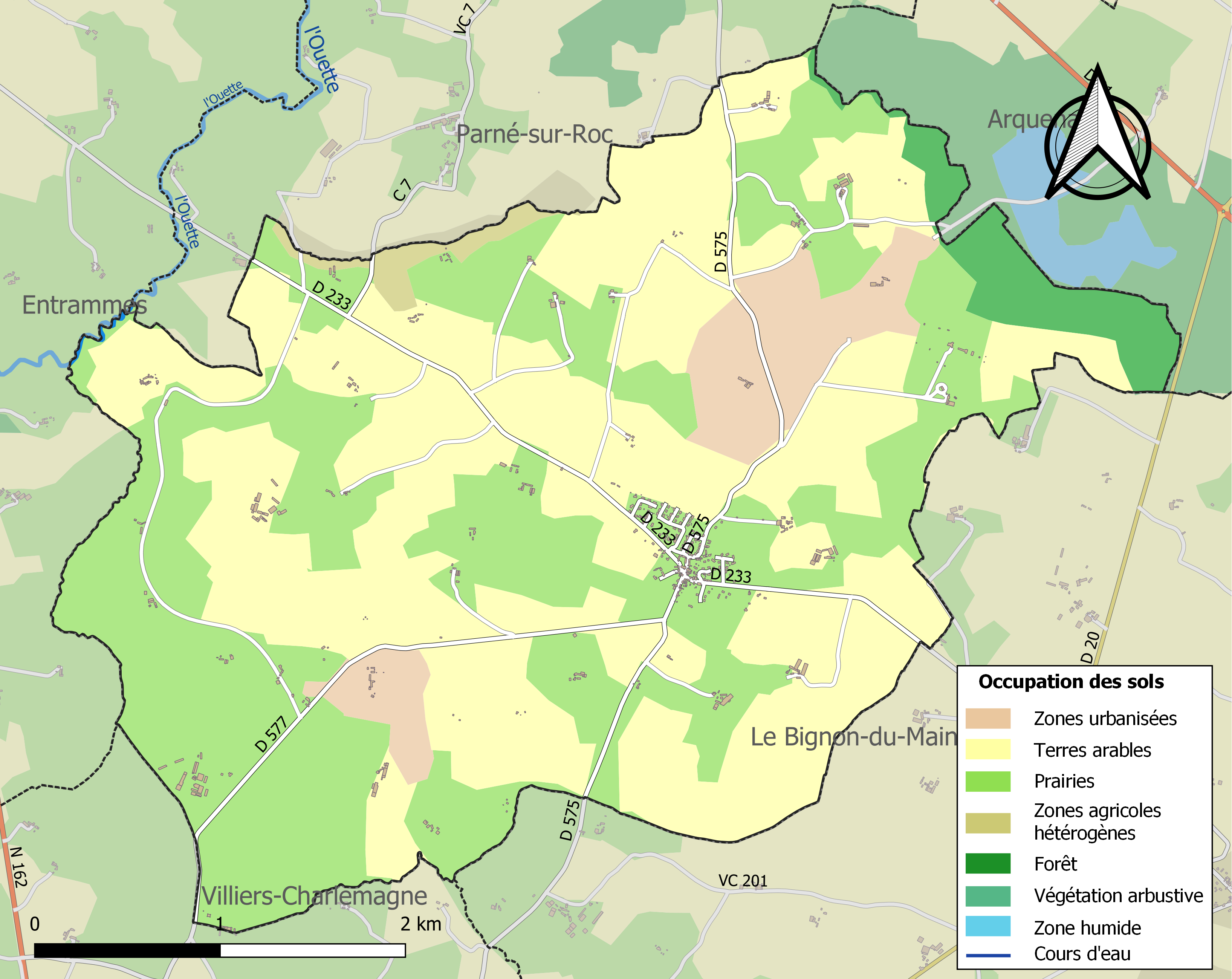
Carte des infrastructures et de l'occupation des sols de la commune en 2018 (CLC).

## Toponymie
Le nom de la localité est attesté sous la forme de Messunculis vers 1150. G. de Mesoncellis et M. de Masuncellis datent des années 1200[réf. nécessaire].
D'abord au pluriel, de l'oïl maisoncele « petite maison , cellule d'ermite ».
Le locatif du Maine est ajouté en 1919, permettant de résoudre l'homonymie avec les autres Maisoncelles.
Cette appellation peut d'ailleurs prêter à confusion, car avant 1790, Maisoncelles faisait partie de l'Anjou, et non du Maine. Elle se trouvait cependant dans le diocèse du Mans et dans le pays d'élection de Laval.
Le gentilé est Maisoncellois.

## Histoire
Maisoncelles a eu la chance d’avoir, à la fin du XIXe siècle un curé érudit, l'abbé Charles Maillard, qui a réuni ses recherches dans un ouvrage Chroniques paroissiales de Maisoncelles.
En 1731 un procès oppose le curé de Maisoncelles, Jean Boulay au duc de la Trémoille au sujet des réparations à effectuer sur l’église paroissiale.
Un autre procès entre le curé de Maisoncelles et le chapelain de la Jupellière porte sur le partage de la dîme, initialement réglé par une transaction du 7 juillet 1517. Parmi les pièces relatives à ce long conflit, on trouve mention d'une « reconnaissance du Sieur Houllière par laquelle il est dit que le nommé Cribier a payé sur la ferme dudit Closeau de la Caroterie six livres au sieur Boulay curé en son acquit ». D’autres pièces montrent l’importance prise par cette affaire qui remonte jusqu’au parlement de Paris et au roi. Jean Boulay fut curé de 1694 à 1739.
Il y avait encore de la vigne en 1779 : « En pays vignoble comme était autrefois Maisoncelles » disait le curé en 1759.
En 1830, Maisoncelles comporte une proportion de grandes propriétés de plus de 50 hectares particulièrement importante, ainsi quatre familles contrôlent 52 % de la surface de la commune. À côté ne subsiste que des biens de moins de 10 hectares.

## Politique et administration
| Période        | Période        | Identité               | Étiquette | Qualité                                     |
| -------------- | -------------- | ---------------------- | --------- | ------------------------------------------- |
| mars 1983      | mars 2001      | Bernard Nison          |           | Professeur                                  |
| mars 2001      | septembre 2001 | Marie-Christine Réauté |           | Agricultrice                                |
| septembre 2001 | mai 2020       | Didier Gendron         | SE        | Agent de maîtrise                           |
| mai 2020       | En cours       | Michel Bourgeais       | SE        | Retraité du commerce en matériel électrique |

Le conseil municipal est composé de quinze membres dont le maire et trois adjoints.

## Population et société

### Démographie
L'évolution du nombre d'habitants est connue à travers les recensements de la population effectués dans la commune depuis 1793. Pour les communes de moins de 10 000 habitants, une enquête de recensement portant sur toute la population est réalisée tous les cinq ans, les populations de référence des années intermédiaires étant quant à elles estimées par interpolation ou extrapolation. Pour la commune, le premier recensement exhaustif entrant dans le cadre du nouveau dispositif a été réalisé en 2006.
En 2022, la commune comptait 510 habitants, en évolution de −2,49 % par rapport à 2016 (Mayenne : −0,73 %, France hors Mayotte : +2,11 %).
Maisoncelles a compté jusqu'à 590 habitants en 1890.
| 1793 | 1800 | 1806 | 1821 | 1831 | 1836 | 1841 | 1846 | 1851 |
| ---- | ---- | ---- | ---- | ---- | ---- | ---- | ---- | ---- |
| 488  | 440  | 504  | 494  | 527  | 536  | 552  | 584  | 584  |

| 1856 | 1861 | 1866 | 1872 | 1876 | 1881 | 1886 | 1891 | 1896 |
| ---- | ---- | ---- | ---- | ---- | ---- | ---- | ---- | ---- |
| 590  | 569  | 547  | 506  | 525  | 505  | 489  | 502  | 440  |

| 1901 | 1906 | 1911 | 1921 | 1926 | 1931 | 1936 | 1946 | 1954 |
| ---- | ---- | ---- | ---- | ---- | ---- | ---- | ---- | ---- |
| 444  | 445  | 429  | 404  | 405  | 406  | 394  | 378  | 377  |

| 1962 | 1968 | 1975 | 1982 | 1990 | 1999 | 2006 | 2011 | 2016 |
| ---- | ---- | ---- | ---- | ---- | ---- | ---- | ---- | ---- |
| 348  | 327  | 291  | 350  | 365  | 400  | 453  | 530  | 523  |

| 2021 | 2022 | - | - | - | - | - | - | - |
| ---- | ---- | - | - | - | - | - | - | - |
| 512  | 510  | - | - | - | - | - | - | - |

## Activité, label et manifestations
La commune est une ville fleurie (trois fleurs) au concours des villes et villages fleuris.
L'Espérance sportive de Maisoncelles-du-Maine fait évoluer deux équipes de football en divisions de district.

## Culture locale et patrimoine

### Lieux et monuments
Il y a trois châteaux et une église à Maisoncelles-du-Maine.
- L'église Saint-Pierre. Sainte Émérence, appelée aussi Émérentienne, patronne de Maisoncelles-du-Maine, est invoquée pour la guérison des douleurs d'entrailles. Des travaux ont été réalisés en 2007, notamment la voûte lambrissée, la porte d'entrée ainsi que la réfection des façades ouest et sud.
- Le château de la Jupelière date du XVIIe siècle. Il était la résidence de la famille d’Houllières. Son architecture est dans le style Louis XIV.
- Le château de la Lézière date du XIXe siècle.
- Le château des Bigottières possède sa propre chapelle.

### Héraldique
| Blason de Maisoncelles-du-Maine | Blason  | Fascé d’argent et de gueules de huit pièces, à deux clés mises en sautoir, cantonnées en 2, 3 et 4 d’un croisant, le tout de l’un dans l’autre, et en 1 d’une étoile d’or. |
| Blason de Maisoncelles-du-Maine | Détails | Le fascé d’argent et de gueules de huit pièces reprend une partie des armes de la famille de Bouillé, seigneur du village. La reprise intégrale du blason de famille étant interdite pour la commune, il suffit d’en emprunter un ou plusieurs éléments. Les clés symbolisent Pierre, le saint patron de la paroisse. Les croissants sont une partie du blason de la famille de Charlot seigneur au château des Bigottières. La remarque concernant la reprise du blason de famille est valable ici aussi. L’étoile est la reprise partielle du blason de la famille de Champhuon également seigneur des Bigottières. La remarque concernant la reprise du blason de seigneur est valable ici aussi. Les ornements sont deux gerbes de blé d’or, mises en sautoir par la pointe et liées de gueules afin d’honorer l’activité agricole de la commune. Le listel d'argent porte le nom de la commune en lettres majuscules de sable. La couronne de tours dit que l’écu est celui d’une commune ; elle n’a rien à voir avec des fortifications. Le statut officiel du blason reste à déterminer. |